# Hansa-Brandenburg G.IK
L'Hansa-Brandenburg G.IK era un bimotore biplano sviluppato come cannoniera volante dall'azienda tedesco imperiale Hansa und Brandenburgischen Flugzeugwerke GmbH negli anni dieci del XX secolo e rimasto allo stadio di prototipo.
Conversione di un bombardiere medio Hansa-Brandenburg G.I venne utilizzato, seppur sperimentalmente, dal k.u.k. Luftfahrtruppen, l'aeronautica militare austro-ungarica, durante le fasi finali della prima guerra mondiale.

## Storia del progetto
Dopo che l'Hansa-Brandenburg G.I venne forzatamente messo a terra e ritirato dal servizio per una disputa contrattuale tra il produttore e gli arsenali di volo Flars in seguito a danni di trasporto, il k.u.k. LFT ritenne di poter sfruttare il parco velivoli in giacenza come banco di prova volante per un programma di sperimentazione atto a constatare la possibilità di equipaggiare un velivolo con armi pesanti.
Il programma di prove venne avviato nel 1916 modificando la parte anteriore di un esemplare, rimuovendo la postazione destinata al puntatore-mitragliere per potervi alloggiare un pezzo d'artiglieria dal calibro da 50 mm e 70 mm di produzione Škoda, possibilmente un obice Škoda 7,5 cm Vz. 1915, approssimativamente del peso pari a 200 kg, soluzione abbandonata nel 1917 per un più modesto pezzo calibro 37 mm sempre di produzione Škoda.
Il prototipo, identificato come G.IK (da Kanonen), venne portato in volo per la prima volta dal campo di aviazione di Aspern prima della fine del 1918. È noto un esemplare identificato con il numero 62 54 equipaggiato con un pezzo calibro 70 mm ed utilizzato in condizioni operative nel Flik 59; non sono tuttavia noti i risultati.

## Utilizzatori
Austria-Ungheria
- k.u.k. Luftfahrtruppen
  - Flik 59